# Cosmic Thing
Cosmic Thing – piąty album studyjny zespołu The B-52’s, wydany w 1989 roku. Znalazły się na nim utwory „Love Shack” oraz „Roam”, największe przeboje grupy.

## lista utworów
1. „Cosmic Thing” (The B-52’s) – 3:50
2. „Dry County” (The B-52’s) – 4:54
3. „Deadbeat Club” (The B-52’s) – 4:45
4. „Love Shack” (Pierson, Schneider, Strickland, Wilson) – 5:21
5. „Junebug” (The B-52’s) – 5:04
6. „Roam” (Pierson, Schneider, Strickland, Waldrop, Wilson) – 4:54
7. „Bushfire” (The B-52’s) – 4:58
8. „Channel Z” (The B-52’s) – 4:49
9. „Topaz” (The B-52’s) – 4:20
10. „Follow Your Bliss” (The B-52’s) – 4:08

## Muzycy
- Carl Beatty - waltornia
- Chris Cioe - waltornia
- Leroy Clouden - perkusja
- Charley Drayton - perkusja
- Sonny Emory - perkusja
- Steve Ferrone - perkusja
- Bob Funk - waltornia
- Arno Hecht - waltornia
- Richard Hilton - instrumenty klawiszowe
- Sara Lee - gitara basowa, instrumenty klawiszowe, śpiew
- Paul Literal - waltornia
- Tommy Mandel - instrumenty klawiszowe
- Kate Pierson - instrumenty klawiszowe, śpiew
- Nile Rodgers - gitara
- Philippe Saisse - instrumenty klawiszowe
- Fred Schneider - perkusja, śpiew
- Keith Strickland - gitara, instrumenty klawiszowe, śpiew
- Cindy Wilson - śpiew

## Listy przebojów
| Lista (1989)       | Najwyższa pozycja |
| ------------------ | ----------------- |
| U.S. Billboard 200 | 4                 |
| UK                 | 8                 |
| Australia          | 1                 |